# Хэмилтон, Остин
Остин Хэмилтон (швед. Austin Hamilton; род. 29 июля 1997, Ямайка) — шведский легкоатлет ямайского происхождения, специализирующийся в спринтерском беге. Бронзовый призёр чемпионата Европы в помещении 2017 года в беге на 60 метров. Чемпион Швеции.

## Биография
Родился на Ямайке, но в 12 лет вместе с матерью переехал в Швецию. Там жил датчанин Клаус Сёренсен, за которого мама Остина спустя некоторое время вышла замуж.
Высокими результатами на фоне сверстников стал выделяться ещё в 15 лет, когда стал чемпионом страны в эстафете. При этом выступать за Швецию на международных соревнованиях Остин не мог до 2014 года из-за временного ценза в пять лет, которые любой иммигрант обязан прожить в этой стране перед получением гражданства.
Дебют Хэмилтона пришёлся на юниорский чемпионат мира 2014 года, где он дошёл до полуфинала в беге на 100 метров. Спустя год он стал пятым на этой дистанции в финале европейского первенства до 20 лет, а в эстафете 4×100 метров завоевал золотую медаль.
Выступал на чемпионате Европы 2016 года в эстафете, но вместе с командой занял 11-е место и не пробился в решающий забег.
Первого большого успеха добился на чемпионате Европы в помещении 2017 года, когда неожиданно выиграл бронзовую медаль в беге на 60 метров с личным рекордом 6,63, уступив только британцу Ричарду Килти и словаку Яну Волко.

## Основные результаты
| Год  | Турнир                          | Место проведения          | Дисциплина       | Место       | Результат |
| ---- | ------------------------------- | ------------------------- | ---------------- | ----------- | --------- |
| 2014 | Чемпионат мира среди юниоров    | Юджин, США                | 100 м            | 15-е (1/2)  | 10,64     |
| 2015 | Чемпионат Европы среди юниоров  | Эскильстуна, Швеция       | 100 м            | 5-е         | 10,72     |
| 2015 | Чемпионат Европы среди юниоров  | Эскильстуна, Швеция       | эстафета 4×100 м | 1-е         | 39,73     |
| 2016 | Чемпионат Европы                | Амстердам, Нидерланды     | эстафета 4×100 м | 11-е (заб.) | 39,37     |
| 2016 | Чемпионат мира среди юниоров    | Быдгощ, Польша            | 100 м            | 13-е (1/2)  | 10,47     |
| 2017 | Чемпионат Европы в помещении    | Белград, Сербия           | 60 м             | 3-е         | 6,63      |
| 2017 | Чемпионат Европы среди молодёжи | Быдгощ, Польша            | 100 м            | 6-е         | 10,40     |
| 2017 | Чемпионат Европы среди молодёжи | Быдгощ, Польша            | эстафета 4×100 м | — (заб.)    | DNF       |
| 2018 | Чемпионат мира в помещении      | Бирмингем, Великобритания | 60 м             | 47-е (заб.) | 7,35      |